# Castello di Mayenne
Il castello di Mayenne (in francese: château de Mayenne) è una fortezza medievale situata nel dipartimento di Mayenne, nella città di Mayenne. Il castello è stato costruito nel X secolo sotto il regno di Carlo III. Si trova nella Marca della Bretagna e come il castello di Laval è stato responsabile per la difesa della Maine contro la Gran Bretagna, l'Angiò e la Normandia. Affrontò anche il castello di Fougères in Bretagna.
Il castello era in origine un palazzo carolingio. È stato ristrutturato più volte durante il Medioevo, prima di diventare una prigione nel XVIII secolo. È stato infine acquistato dalla città di Mayenne nel 1936. Durante i lavori di ristrutturazione nel 1993, sono stati dissotterrati i resti carolingi. Questa scoperta dà valore al castello, poiché edifici civili o militari carolingi conservati sono estremamente rari. Il sito è dichiarato sito archeologico d'interesse nazionale. Vengono condotti importanti scavi e il castello è diventato un museo.
Questo castello è stato oggetto di registrazione nei monumenti storici dal 19 novembre 1927.

## Localizzazione
Mayenne si trova nel dipartimento settentrionale con lo stesso nome, nella regione dei Paesi della Loira. Il dipartimento come esiste oggi corrisponde all'incirca al Basso Maine medievale. A est il Sarthe è stato centrato intorno alla città di Le Mans, ora capoluogo del dipartimento della Sarthe. La Mayenne, che scorre da nord-sud, divide il dipartimenti in due parti e la città moderna si trova su entrambe le rive.
Il castello si trova immediatamente a sud-est del centro attuale della città e occupa una posizione elevata sulla cima di uno sperone di granito in fondo alla collina. Essendo i confini con la Normandia e la Bretagna a soli 18 km a nord e 33 km verso ovest, la posizione della città ha da tempo contribuito alla sua importanza strategica.

## Storia

### Periodo carolingio

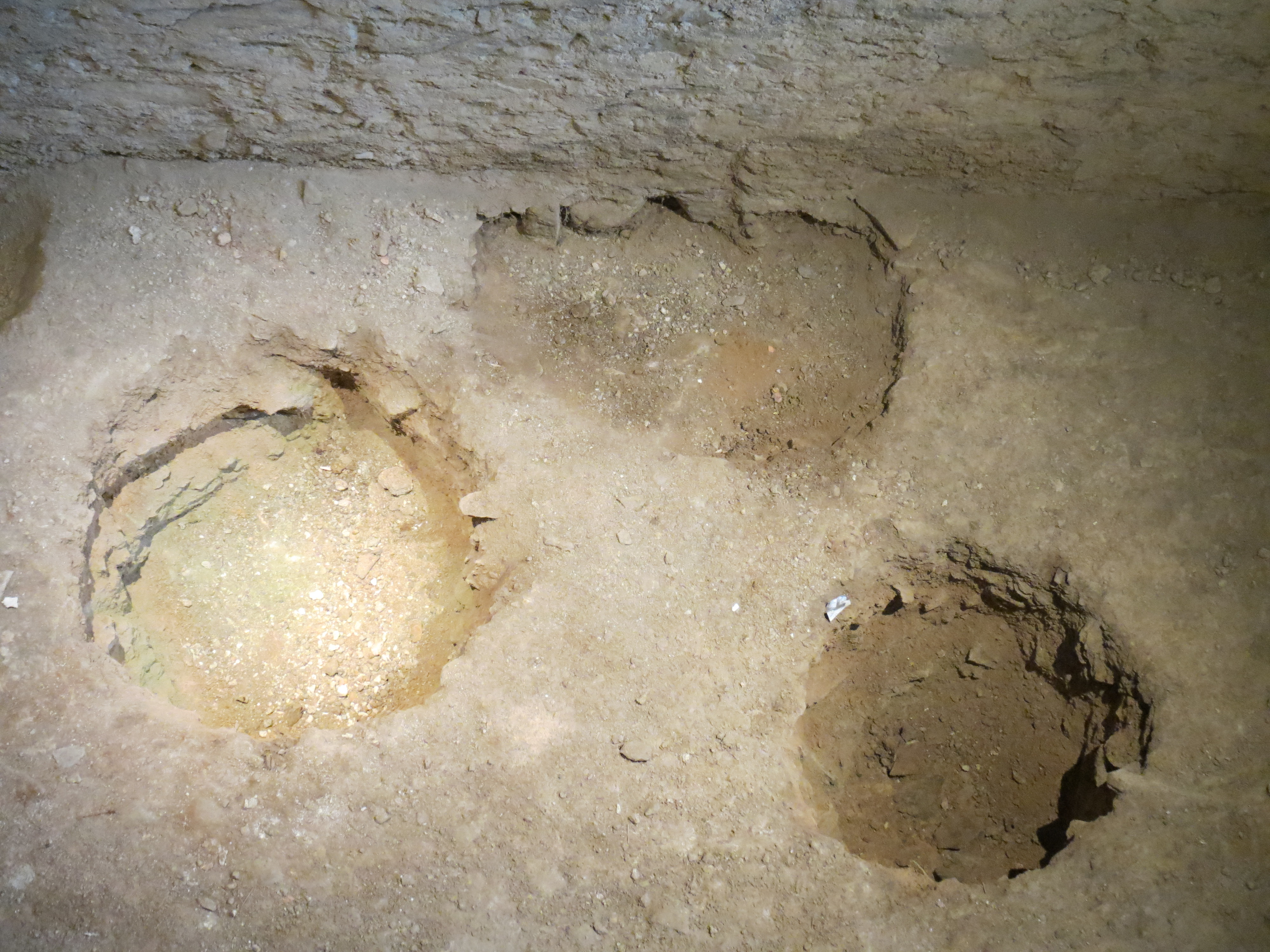
Buche di pali del primo castello in legno

L'affioramento roccioso su cui si trova il castello fu probabilmente occupato durante la tarda antichità, essendo stati scoperti frammenti di ceramica di questo periodo. Tuttavia, essi sono troppo piccoli per affermare una fitta e durevole occupazione.
Nell'VIII secolo, è probabile che sia stato costruito su questo sperone un palazzo in legno, soprattutto per proteggere un guado costruito sulla Mayenne.
Intorno al 778 si parla di una villa che Carlo Magno avrebbe costruito per i vescovi di Le Mans. Si tratta di una menzione molto breve e imprecisa.
Il palazzo di legno fu ricostruito in pietra nel 920. Include un edificio rettangolare principale a due piani, con una grande sala e una torretta a scala, e una torre quadrata. Poco dopo, le pareti furono rifatte in pietra. La ricostruzione avvenne dopo gli attacchi bretoni contro il Maine tra l'840 e l'870. La Marca di Bretagna era allora controllata da Carlo il Calvo, che diede probabilmente il castello ai primi conti di Maine.

### Periodo dei baroni di Mayenne

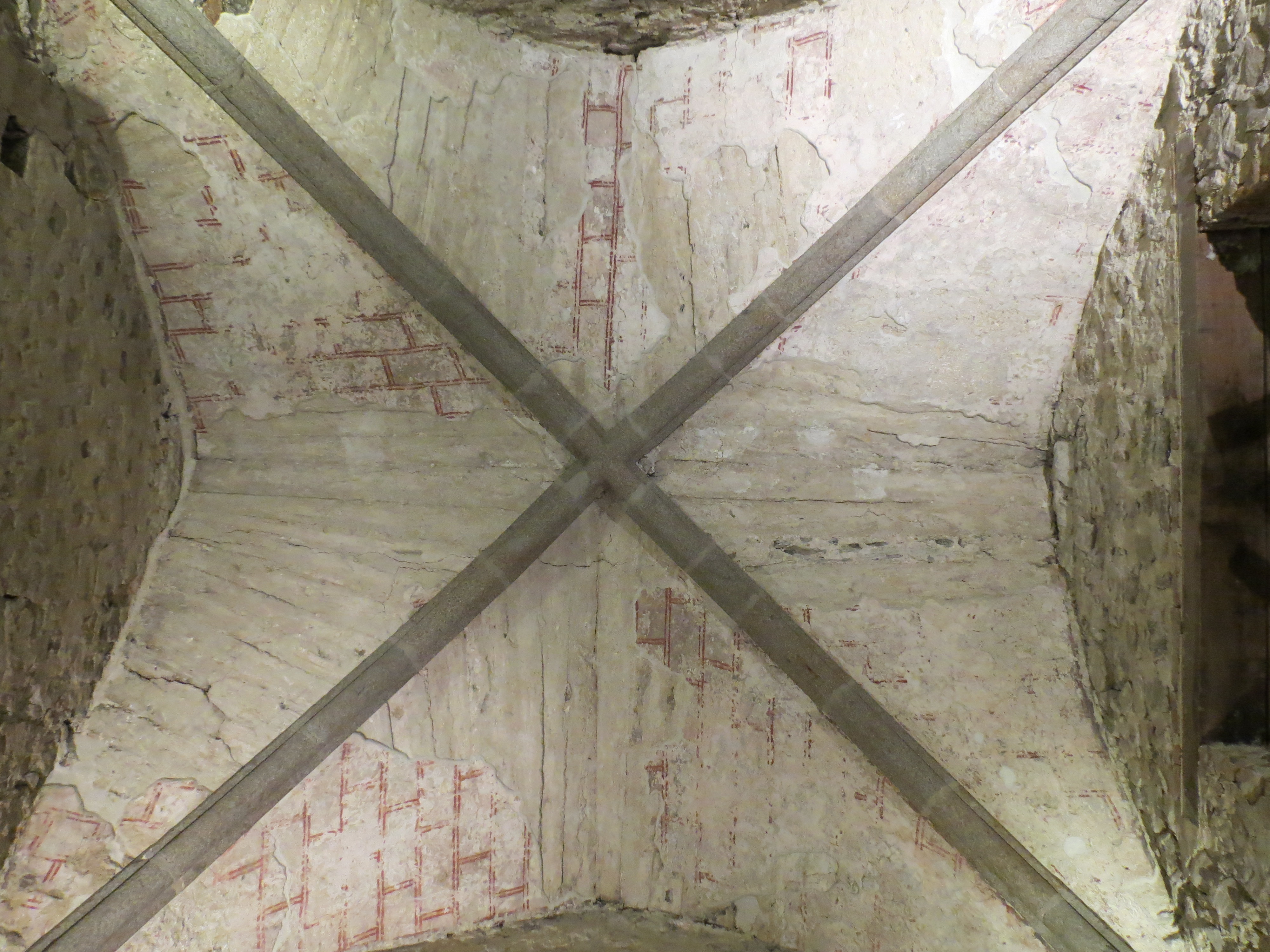
Le volte del XIII secolo

Il castello non fu direttamente amministrato dai conti del Maine, che lo lasciarono a una famiglia locale che ricevette il titolo di barone. Il baroni si appropriarono del castello nel 1040 e combatterono contro Guglielmo il Conquistatore quando questi invase il Maine. Il castello venne bruciato nel 1063. Nel XII secolo la costruzione carolingia venne innalzata di un piano.
Il re Filippo Augusto unì il Maine ai domini reali nel 1206, allorché la Francia si oppose ai Plantageneti che possedevano già il Regno Unito, l'Angiò e l'Aquitania. Il barone di Mayenne Juhel II sostenne il re e rafforzò il suo potere, ma morì senza eredi maschi nel 1220. Il suo titolo e il suo dominio passarono alla Casa d'Avaugour, poi a quella di Blois. I suoi successori ebbero quindi altre proprietà e raramente risiedettero in Mayenne. Il castello venne comunque migliorato e abbellito nel corso del XIII secolo con la creazione di un cortile, un muro composto da torri e di un corpo di guardia all'ingresso, la costruzione del mastio circolare e la decorazione della casa signorile.
Nel tardo medioevo il castello perse la sua funzione residenziale. Tuttavia rimase una base militare e con una fucina e una dispensa. Durante la guerra dei cent'anni gli inglesi occuparono il castello per due volte: una volta dal 1361 al 1364 e una seconda dal 1425 al 1448. Dopo il 1448 venne riprogettato per resistere a nuove tecniche militari: furono costruite una terrazza di artiglieria e merli e cannoniere aggiunti in più punti.

### Epoca moderna e contemporanea

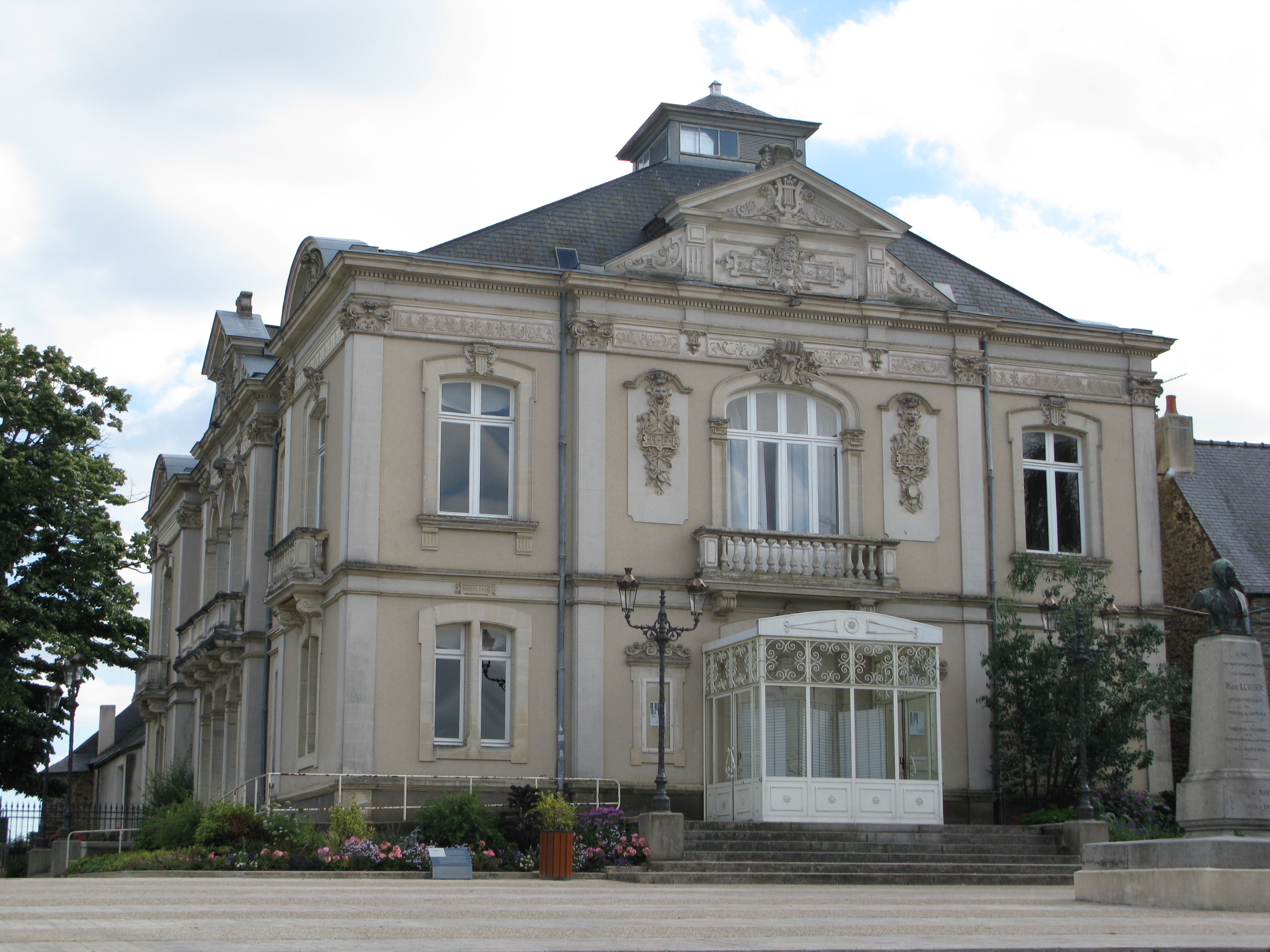
Il teatro costruito nella bassa corte nel 1890

Il castello e la città di Mayenne passarono al Casato di Lorena alla fine del XV secolo. Nel 1544, la proprietà passò dal rango di baronia a quello di marchesato, divenendo quindi ducato nel 1573: i Signori di Mayenne sono ora "Duchi di Mayenne". Il cambiamento avvenne sotto Carlo II di Lorena, fratello di Enrico I di Guisa, grande oppositore degli Ugonotti durante le guerre di religione. Alla morte di Enrico nel 1588, Carlo lo sostituì come capo della Lega Cattolica, tentando di rovesciare il potere reale. Tuttavia fu sconfitto dall'esercito regio nel 1595 e si sottomise a Enrico IV. Il Castello di Mayenne è sotto il controllo reale dal 1592.
Il castello da allora non ebbe più grandi proprietà difensive e strategiche, le torri furono smantellate nel 1665 e il castello parzialmente distrutto nel 1695. Così le torri furono livellate e gli edifici della corte alta scomparsi. Il castello divenne una prigione nel 1745 e una sala dei dipinti fu costruita nel 1775. Uno stagno che servì da fossato a ovest del castello venne prosciugato nel 1787.
Il castello, che ha continuato a ospitare prigionieri durante la Rivoluzione, venne acquistato da Charles Desjardins nel 1815. Egli vendette la sala dei dipinti, la torre del viale e alcuni edifici alla città di Mayenne e la prigione al Consiglio generale di Mayenne nel 1824. La capacità come carcere venne aumentata ampliando l'edificio principale nel 1826. La grande scalinata è stata completata nel 1825 e la Corte Commerciale si è installata sulla torre fino al 1854.
Nel 1935 la prigione è stata chiusa e venduta alla città di Mayenne, che ora possiede l'intero castello.

### Scoperta di un castello carolingio
Fino al 1993 tutti davano per scontato che il castello fosse stato fondato nell'XI secolo. Lavori interni svolti nel mese di luglio 1993, sotto la supervisione di Jacques-Henri Bouflet, architetto di edifici in Francia, portarono alla luce delle arcate nascoste sotto i mattoni in gesso. Questo modo di costruzione era sconosciuto nella regione nell'XI secolo. Le prime indagini archeologiche rivelarono la possibilità di una data anteriore, vale a dire d'epoca carolingia (VIII secolo - X secolo).
Se esistono chiese carolinge in Europa, edifici civili o militari conservati di questo periodo, sono estremamente rari. Ecco perché il sito è stato dichiarato "Sito d'interesse nazionale."
Lo studio dal 1996 al 1999 dal team dell'Unità Archeologica di Oxford e dell'Università del Maine conferma la datazione carolingia del castello. Infatti il più antico edificio in pietra è stato eretto intorno all'anno 900.
Nel 2000 la città ha adottato un progetto di sviluppo dell'architettura carolingia scoperta nel castello. Questo progetto comprende la rinascita del museo dedicato alla storia di Mayenne.

## Descrizione del castello di Mayenne
Il castello è l'unico sito archeologico d'interesse nazionale della Valle della Loira. Il castello di Mayenne è stato oggetto di uno studio dal 1996 sulle costruzioni in muratura. Eretto per affermare il potere carolingio contro i bretoni e normanni, un palazzo, conservato su tre livelli, è stato gradualmente contenuto in una struttura difensiva, per diventare un vero e proprio castello.

## Museo del castello di Mayenne

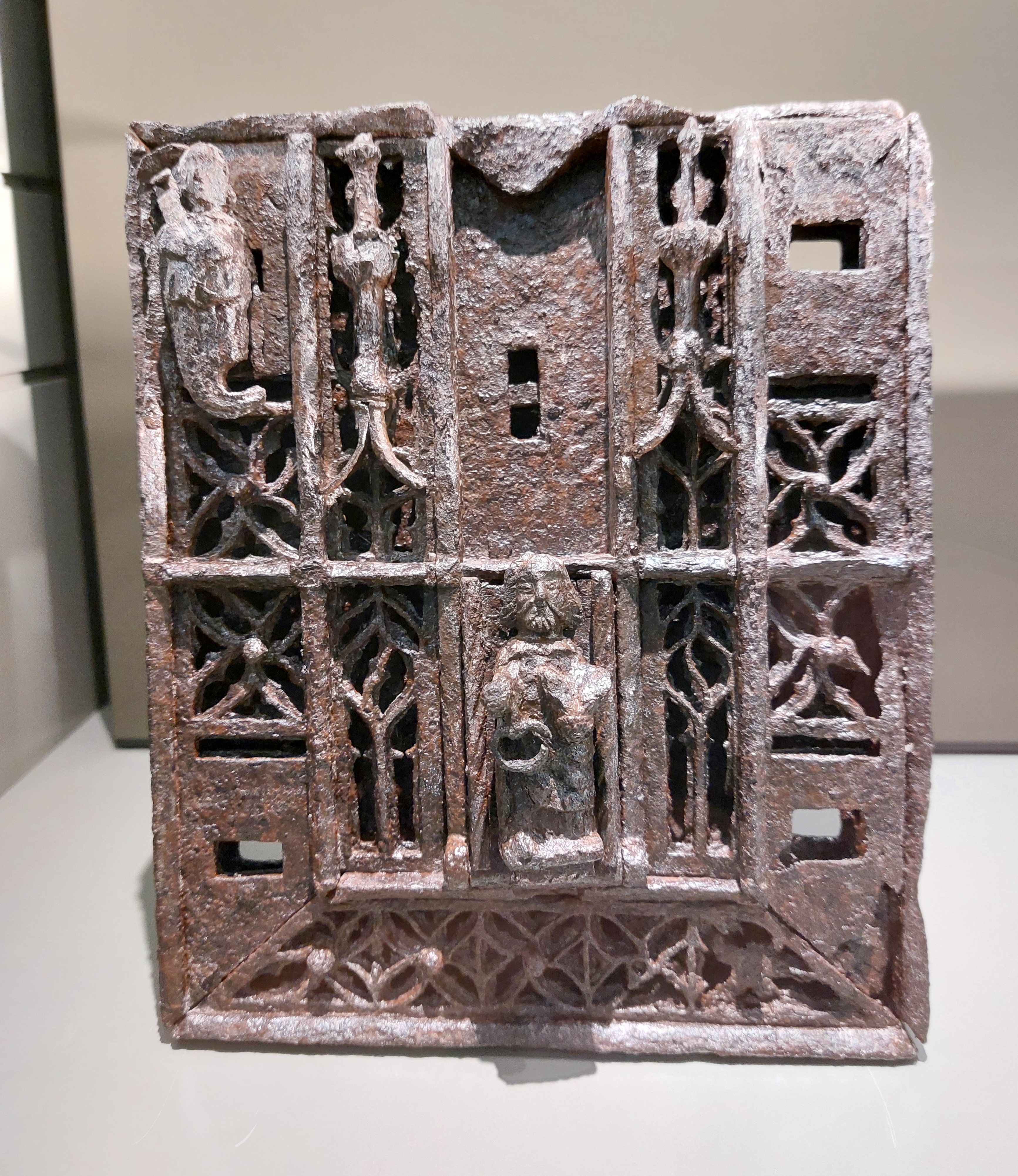
Serratura presente nel Museo del castello.

Il 21 giugno 2008 la città di Mayenne ha aperto nel castello un museo, il cui architetto è Philippe Madec. Nel 2008 il museo ha accolto 19.644 visitatori. Le collezioni permanenti sono focalizzate sulle scoperte avvenute durante gli scavi archeologici presso il sito.